# Argyreia kondaparthiensis
Argyreia kondaparthiensis är en vindeväxtart som beskrevs av Pitchai Daniel och E. Vajravelu. Argyreia kondaparthiensis ingår i släktet Argyreia och familjen vindeväxter. Utöver nominatformen finns också underarten A. k. wightii.